# Nikolái Marr
Nikolái Yákovlevich Marr (en ruso: Никола́й Я́ковлевич Марр; en georgiano: ნიკოლოზ იაკობის ძე მარი, Nikoloz Iakobis dse Mari) (6 de enero de 1865/ jul., 25 de diciembre de 1864, Kutaisi – 20 de diciembre de 1934, Leningrado), fue un historiador, arqueólogo, y políglota ruso, que se ganó una sólida reputación como prolífico académico y erudito sobre el Cáucaso, antes de exponer  su controvertida teoría monogenética del lenguaje, conocida como teoría jafética, y las tesis relacionadas sobre lingüística especulativa. Es frecuente ver escrito su nombre en algunas traducciones como Nicholas Marr.
Las hipótesis de Marr constituyeron la ideología oficial de los lingüistas soviéticos durante un extenso periodo que parte de principios de la década de los 30 hasta 1950, cuando el mismo Stalin las desacreditó como anticientíficas.

## Biografía
Marr nació en Kutaisi, Georgia, entonces parte del Imperio ruso, hijo del escocés James Murray (fundador del jardín botánico de la ciudad) que, por entonces contaba ya 71 años, y de Aghati Magularia, una joven campesina georgiana. Sus padres hablaban varios idiomas, aunque ninguno de ellos entendía el idioma ruso. Excepcionalmente dotado para el aprendizaje de lenguas, estudió siete de ellas, junto al georgiano, durante sus estudios en el gymnasium de Kutaisi. 
En 1884, ingresó en la Facultad de lenguas orientales de la Universidad de San Petersburgo, donde se graduó aprendiendo la práctica totalidad de las lenguas del Medio Oriente y el Cáucaso, aunque, sin embargo, nunca estudió lingüística en este momento de su formación académica, ni tampoco lo haría más adelante. Enseñó en San Petersburgo desde 1891 y se convirtió en decano de la Facultad Oriental en 1911 y miembro de la Academia de Ciencias de Rusia en 1912. Durante esos años viajó al Cáucaso y excavó Ani, la antigua capital del Reino de Armenia medieval.

## El "marrismo"
Marr se ganó, durante la primera etapa estalinista, la reputación de máxima autoridad en teoría lingüística con su "teoría jafética", postulando un origen común de los idiomas caucásicos, el etrusco y el euskera. En 1924 Marr fue incluso más lejos y proclamó que todos los idiomas del mundo habían consistido inicialmente en cuatro exclamaciones difusas: sal, ber, yon, y rosh. Aunque las lenguas sufrieron ciertas etapas de desarrollo, la paleontología lingüística promovida por Marr hacía que fuera posible discernir entre los elementos estas exclamaciones primordiales en cualquier idioma.
Para dar soporte a su doctrina especulativa, Marr elaboró un vínculo marxista para esta. Él planteó que las lenguas modernas tenderían a fundirse en una sola lengua en la sociedad comunista debido precisamente a que la meta del comunismo era la supresión de las clases sociales y las variantes idiomáticas dependían realmente del estrato social del sujeto. Esta teoría fue la base para una campaña masiva en la década de 1920 en la Unión Soviética, donde se introdujo el alfabeto latino para pequeños grupos étnicos del país, incluida la sustitución del alfabeto cirílico existente, por ejemplo, para la lengua moldava.
Bajo el gobierno soviético, Marr desarrolló su teoría para afirmar que las lenguas jaféticas habían existido en Europa antes de la llegada de las lenguas indoeuropeas. Aquellas pudieron ser un sustrato sobre el cual las lenguas indoeuropeas se habían impuesto tras varios siglos. Usando este modelo, Marr intentó aplicar la teoría marxista de la "lucha de clases" a la lingüística, arguyendo que estos diferentes estratos lingüísticos correspondían en realidad a las diferentes clases sociales. Incluso afirmó que las mismas clases sociales de diferentes países, con muy distintos idiomas, hablaban "versiones" de sus propias lenguas y cada "versión" estaba lingüísticamente más vinculada con la "versión" de una clase social similar en otra cultura e idioma, siendo diferente a los discursos de las otras clases sociales que supuestamente hablaban "la misma" lengua; así, era de esperarse que las clases proletarias de todo el planeta compartieran un "sustrato" lingüístico y lo mismo ocurriera con la clase burguesa.
Postuló, mediante una teoría de estadios, que hay una firme correspondencia entre las sociedades matriarcales, patriarcales, esclavistas, feudales, capitalistas, socialistas, por una parte, y por la otra, la tipología de las lenguas habladas respectivamente por esas sociedades. En definitiva, siguió las hipótesis de Max Müller sobre las correlaciones entre las lenguas y los estados sociales.
Obteniendo reconocimiento de su teoría por parte de funcionarios soviéticos, Marr fue designado para dirigir la Biblioteca Nacional de Rusia desde 1926 hasta 1930, así como el Instituto jafético de la Academia de las Ciencias en 1921, fundado por él, que lideró hasta su muerte. Además, fue elegido vicepresidente de la Academia Soviética de las Ciencias en 1930. Tuvo distinguidos discípulos, entre ellos, Iván Meschanínov y Gueorgui Serdiuchenko siendo que su teoría se mantuvo vigente durante varios años. Tras retornar un viaje de investigación científica a Turquía en 1933, Marr cayó gravemente enfermo y falleció de diversas complicaciones de salud en diciembre de 1934 en Leningrado.
En 1950, más de quince años años después de la muerte de Marr, y en un contexto político distinto, vinculado a la creciente rusificación cultural de la Unión Soviética, una diatriba contra él fue autorizada por Stalin y publicada en Pravda; la dura crítica se titulaba El Marxismo y los problemas de la lingüística (1950) y fue inspirada por los escritos del más enérgico oponente de Marr, el lingüista Arnold Chikobava, quien ya desde la década de 1940 tachaba a la "teoría jafética" como carente de cualquier base científica sólida. El autor escribió que "N. Ya. Marr introdujo en la lingüística fórmulas incorrectas y no-marxistas, considerando la clase de carácter del lenguaje, y se hizo a sí mismo un lío y puso la lingüística en un lío. La lingüística soviética no puede avanzar sobre la base de una fórmula incorrecta que es contraria al curso de la historia de los pueblos y las lenguas", con lo cual el "marrismo" quedó desacreditado oficialmente en la URSS desde entonces.

## Enlaces
- Obituario por Julio Urquijo (enlace roto disponible en Internet Archive; véase el historial, la primera versión y la última).
- Sobre raíces comunes de vascos y armenios